# Tách biệt giáo hội và chính phủ
Tách biệt giáo hội và chính phủ (chữ Anh: separation of church and state), hoặc gọi phân li chính giáo, là chỉ sự chia cắt quyền lực cơ quan tôn giáo và quyền lực thống trị chính phủ nhà nước. Ví dụ, trong "Tu chính án thứ nhất Hiến pháp Hoa Kỳ" quy định thành văn rõ ràng: "Quốc hội không được chế định pháp luật liên quan đến việc thiết lập quốc giáo hoặc cấm chỉ tự do tôn giáo". Ngoài ra, lực lượng nhà nước không viện trợ, khuyến khích hoặc áp bức các đoàn thể tôn giáo. Là một nguyên tắc của chính trị học hiện đại, bắt nguồn ở Cách mạng Khoa học, Cuộc vận động Khai sáng, Phục hưng văn nghệ và Cải cách tôn giáo khiến cho châu Âu thoát khỏi sự kiểm soát của tôn giáo, đồng thời trở thành quan điểm chủ lưu của học thuyết chính trị Âu Mĩ.
Không ít các nước trên thế giới, vẫn có chính đảng đậm đặc bối cảnh của tôn giáo, bất luận là Phật giáo, Cơ Đốc giáo, Thiên Chúa giáo hoặc Hồi giáo. Thế lực tôn giáo vẫn có sức ảnh hưởng đối với chính phủ, không ít nhân vật chính trị có quan hệ ở mức độ nhất định với đoàn thể tôn giáo, đoàn thể tôn giáo vẫn ảnh hưởng hết sức lên chính phủ.

## Thời kì xuất hiện
Nguyên nhân "thế tục hoá xã hội" bắt đầu từ thời kì Phục hưng văn nghệ, chủ yếu là sự truyền bá của chủ nghĩa thế tục. Thí dụ như cuộc khảo sát ngàn năm quốc tế của công ti Gallup cho thấy rõ, chỉ có 1/6 người châu Âu đi lễ bái đúng giờ, không đến một nửa trong số đó cho biết "Thượng Đế vô cùng quan trọng", khoảng 40% người tin rằng tồn tại một "Thượng Đế nhân cách hoá", tuyệt đại đa số người thừa nhận bản thân mình có tín ngưỡng tôn giáo. Đồng thời, số liệu cho thấy rõ con lắc "phi Cơ Đốc giáo hoá" ở châu Âu đã dao động theo hướng ngược lại một cách chậm rãi, rất nhiều giáo hội Anh Quốc kiến lập mới lại, Tân giáo ở lục địa châu Âu cũng bắt đầu có kinh phí nhiều thêm, những điều này đã cho thấy rõ quá trình thế tục hoá ở châu Âu bắt đầu suy yếu.
Ở ba lục địa châu Bắc Mĩ, Nam Mĩ và Úc nơi Cơ Đốc giáo chiếm vị trí thống trị, ảnh hưởng của tôn giáo cao hơn nhiều so với châu Âu. Hoa Kỳ tuyên bố bản thân là một nước Cơ Đốc giáo, tuy nhiên rất nhiều nước cho biết rất nhiều phong tục xã hội ở Hoa Kỳ phản ánh sự bảo thủ của Victoria của Anh và nét đặc sắc lúc bà thống trị. Nói tóm lại, so với các nước châu Âu, Hoa Kỳ có khuynh hướng về phe hữu Cơ Đốc giáo, nguyên nhân là Cơ Đốc giáo thời kì đầu chủ yếu được thiết lập và phát triển ở miền trung tây và miền nam Hoa Kỳ.

## Định nghĩa
Tách biệt giáo hội và chính phủ là một nguyên tắc của chính trị học hiện đại, nó được khởi xướng và bắt nguồn từ cuộc vận động cải cách tôn giáo ở châu Âu. Sự phản tỉnh đầu tiên về cải cách tôn giáo do Martin Luther và Jean Calvin lãnh đạo chính là chân lí của Cơ Đốc giáo, do đó mà mang đến sự xét lại về ranh giới giữa quyền lực chính phủ (tức vương quyền thế tục) và quyền lực giáo hội, vì vậy đã có chủ trương cái gọi là "tách biệt giáo hội và chính phủ", dù trên thực tế, những quốc gia có Tân giáo Cơ Đốc độc lập khỏi giáo hội Công giáo chỉ là quốc gia "hợp nhất tôn giáo và nhà nước" mà không chịu sự kiểm soát của toà thánh, giáo hội đã đóng vai trò thống trị nhất định trong việc phối hợp với quyền lực quân chủ ngày càng độc đoán, chuyên quyền, tông phái Tân giáo do Martin Luther và Jean Calvin lãnh đạo đã thay thế Thiên Chúa giáo trở thành quốc giáo ở những nước đó, ví dụ Anh giáo ở Anh Quốc, giáo hội Tín nghĩa dòng Luther ở Đức, giáo hội Cải cách dòng Calvin ở Thuỵ Sĩ. Ngoài ra, Đông chính giáo cũng nối tiếp là quốc giáo của đế quốc Nga, Hồi giáo là quốc giáo của đế quốc Ottoman.
Về mặt khái niệm, "chính" trong "hợp nhất chính giáo" và "phân li chính giáo" là chỉ chính phủ; "giáo" là chỉ giáo hội. Chính phủ là cơ quan nhà nước trực tiếp phụ trách và quản trị xã hội. Giáo hội là chỉ tổ chức tôn giáo đứng đầu quản lí tín đồ của một tín ngưỡng tôn giáo. Chính phủ không ngang bằng với "chính trị", đồng dạng tổ chức tôn giáo cũng không ngang bằng với "tôn giáo". "Chính trị" nghĩa rộng là chỉ tất cả công việc có liên quan đến quản lí xã hội; nghĩa hẹp là chỉ công việc chế định chính sách để quản trị xã hội của chính phủ. Giáo hội không ngang bằng với tôn giáo, cũng không ngang bằng với lãnh tụ tôn giáo và người giữ gìn tín ngưỡng tôn giáo. Có một số tôn giáo không có giáo hội, cũng không có người giữ gìn tín ngưỡng tôn giáo thì không thuộc về giáo hội hoặc không đại biểu giáo hội.
Hoa Kỳ là quốc gia cộng hoà thế tục đầu tiên quy định rõ ràng phân li chính giáo trong hiến pháp, trong "Tu chính án thứ nhất Hiến pháp Hoa Kỳ" bắt đầu thực thi vào năm 1791 quy định thành văn rõ ràng: "Quốc hội không được chế định pháp luật liên quan đến việc thiết lập quốc giáo hoặc cấm chỉ tự do tôn giáo".
Sau đại cách mạng Pháp năm 1789, Tuyên ngôn Nhân quyền và Dân quyền nước Pháp do Pháp thông qua cũng bao gồm phân li chính giáo, sau đó chính quyền Cộng hoà cách mạng một lần cấm chỉ hoạt động của Thiên Chúa giáo, và tiến hành đổi sang lịch cộng hoà, sau đó Napoléon I khôi phục địa vị quốc giáo của Thiên Chúa giáo, mãi đến năm 1905 nước Pháp mới hoàn thành thực hành phân li chính giáo, đem tôn giáo loại bỏ ra khỏi các lĩnh vực công.
Xu thế của xã hội hiện đại là phát triển theo chiều hướng chủ nghĩa thế tục, nghĩa là chính phủ không thừa nhận cũng không thiết lập quốc giáo, giáo hội cũng không được hưởng đặc huệ và đặc quyền lúc chính phủ thực thi việc chính trị. Thế lực tông giáo và chính trị không can thiệp lẫn nhau, các quyết định của chính trị không bị thế lực tông giáo ảnh hưởng. Phân li chính giáo có sự giúp đỡ mức độ nhất định đối với việc bảo vệ tự do tôn giáo, đảm bảo tôn giáo khác nhau có thể có không gian tự do tín ngưỡng, đồng thời không bị chính phủ can thiệp. Nhưng mà không ít các nước trên thế giới vẫn có chính đảng đậm đặc bối cảnh của tôn giáo, bất luận là Phật giáo, Cơ Đốc giáo, Hồi giáo, v.v Tổ chức tôn giáo vẫn có sức ảnh hưởng đối với chính phủ, không ít nhân vật chính trị cũng có quan hệ với đoàn thể tôn giáo ở mức độ nhất định. Đoàn thể tôn giáo vẫn ảnh hưởng hết sức lên chính phủ, chính phủ cũng sẽ phóng khoáng hoặc miễn trừ thuế vụ đối với tổ chức tôn giáo (thí dụ như các khoản tiền dâng cúng mà giáo hội thu lấy không dùng để nộp lên chính phủ), dù cho sẽ dùng công quỹ đi tài trợ đoàn thể tôn giáo để lập trường học, tổ chức tôn giáo cũng nối theo đưa ra các dịch vụ phúc lợi xã hội như y tế và giáo dục, một phần cũng được sự tài trợ của chính phủ. Tại Hoa Kỳ - quốc gia đầu tiên nhất thực hành phân li chính giáo, sức ảnh hưởng của tổ chức tôn giáo không hơn không kém so với các nước phát triển khác ở châu Âu và châu Mĩ, các nước như Canada, Úc, Brazil, Argentina, Philippines, Hàn Quốc, v.v thực hành phân li chính giáo lúc lập quốc, dù có sức ảnh hưởng tôn giáo rất lớn so với châu Âu.

## Phát triển

### Hoa Kỳ
Tại Hoa Kỳ, tôn giáo và chế độ chính trị mặc dù có mối quan hệ mật thiết, nhưng tôn giáo được coi là công việc tín ngưỡng riêng tư của công dân không thể xâm nhập lĩnh vực chính trị và lĩnh vực sự vụ công do nhà nước đại biểu, không thể hình thành cạnh tranh hoặc có quan hệ kết minh với quyền lực chính trị, chỉ có thể triển khai hoạt động trong phạm vi của mình dựa theo pháp luật, chỉ có những ai nằm trong lĩnh vực này thì mới có tự do tôn giáo được nói đến. Đối với các nước mà nói, vấn đề tôn giáo không thuộc phạm vi quản lí của chính phủ liên bang, các nước không cần đi can thiệp công việc tín ngưỡng riêng tư của công dân, nhưng mà cần phải giữ gìn tính trung lập giữa các tông giáo và tông phái. Hoa Kỳ thông qua hiến pháp để quy phạm mối quan hệ giữa nhà nước và giáo hội. Điều VI hiến pháp Hoa Kỳ quy định : "Tại Hoa Kỳ, các cuộc kiểm tra, đánh giá tôn giáo không được coi là bằng chứng với tư cách của bất kì công dân nào hoặc cách xưng hô của công chúng". "Tu chính án thứ nhất Hiến pháp Hoa Kỳ" quy định : "Quốc hội không được chế định pháp luật liên quan đến việc thiết lập quốc giáo hoặc cấm chỉ tự do tôn giáo".

### Châu Nam Mĩ
Về phương diện lịch sử của châu Nam Mĩ, lấy Thiên Chúa giáo là chính, trong hơn 80 năm qua, rất nhiều giáo sĩ truyền giáo Cơ Đốc giáo người nước ngoài đã chịu ảnh hưởng sâu sắc bởi phái Phúc âm và phái Chúa Thánh thần giáng lâm. Ví dụ, Brazil là quốc gia lớn nhất ở châu Nam Mĩ, cũng là quốc gia Công giáo và tuân theo phái Phúc âm có nhân khẩu nhiều nhất trên thế giới, một số cuộc họp hội mang tính thế giới đều cử hành ở Brazil, Brazil cũng là quốc gia thực hành phân li chính giáo khá sớm ở châu Nam Mĩ.

### Úc
Úc đã trải qua sự phục hưng của giáo hội Anh giáo và sự phát triển lớn mạnh của phái Phúc âm. Nền móng của giáo hội Úc là từ Anh Quốc, sự phát triển của giáo hội Úc hoàn toàn không bị nó giới hạn, có rất nhiều chương trình tôn giáo thậm chí truyền bá ra thế giới thông qua vệ tinh.

## Ý nghĩa
Chế độ phân li chính giáo mặc dù đã trở thành nguyên tắc cơ bản của chủ nghĩa hợp hiến hiện đại, nhưng bởi vì nguyên nhân lịch sử và truyền thống tôn giáo, dù tại các nước phương Tây - nơi khởi nguyên chế độ, cũng hoàn toàn không có mô hình phổ biến, hơn nữa chế độ này cũng không phải là hoàn hảo. Xu thế của xã hội hiện đại là phát triển theo chiều hướng tìm tòi sự thực khách quan, do đó khiến cho thế lực tông giáo và chính trị không can thiệp lẫn nhau, các quyết định chính trị không bị thế lực tôn giáo ảnh hưởng, và cũng khiến cho lĩnh vực khoa học phân li triệt để với nó, đối đãi sự vật khách quan bằng thái độ khách quan, hơn nữa vì mục đích đảm bảo hệ thống giáo dục khoa học không bị tôn giáo ảnh hưởng, tuyệt đại đa số các nước sẽ chọn lấy thuyết vô thần hoặc thái độ trung lập đối với tôn giáo. Phân li chính giáo có sự giúp đỡ ở mức độ nhất định đối với việc bảo vệ tự do tôn giáo, đảm bảo tôn giáo khác nhau có không gian tự do tôn giáo.